# Лысухино
Лысухино — деревня в Усть-Кубинском районе Вологодской области на реке Томаш.
Входит в состав Заднесельского сельского поселения (с 1 января 2006 года по 9 апреля 2009 года входила в Томашское сельское поселение), с точки зрения административно-территориального деления — в Томашский сельсовет.
Расстояние до районного центра Устья по автодороге — 37 км, до центра муниципального образования Заднего по прямой — 13 км. Ближайшие населённые пункты — Игнатиха, Помазиха, Антропиха, Желудково, Суровчиха, Ивановское.
По данным переписи в 2002 году постоянного населения не было.